# Стоп (филм от Социалистическа република Македония)
„Стоп“ (на македонска литературна норма: „Стоп“) е късометражен цветен анимиран филм от Социалистическа република Македония от 1976 година на режисьора Дарко Маркович по сценарий на самия Маркович, който също така е аниматорът на филма.
Филмът е отличен с няколко награди, сред които са Златен медал за режисура на анимиран филм от Фестивала на югославския документален и късометражен филм, специална диплома от Международния фестивал на късометражния филм в Оберхаузен и Награда за режисура от Филмовия фестивал в Тузла.